# Regiani Ritter
Regiani Ritter (Ibitinga, 7 de fevereiro de 1947) é uma jornalista, radialista e atriz brasileira. Foi uma das primeira mulheres a tornar-se repórter e comentarista esportiva, em 1980, na Rádio Gazeta.
Atualmente apresenta dois programas na própria Gazeta; o Disparada no Esporte e o Revista Geral.

## Carreira
Deixou Ibitinga e chegou a São Paulo aos 11 anos, com o sonho de ser atriz. Quando tinha 14 anos, assinou contrato para cantar em comícios de um candidato, mas logo abandonou a carreira de cantora.
Conseguiu emprego na TV Tupi em 1963, quando Geraldo Vietri lhe deu um papel com 16 falas na TV de Comédia. Ficou quatro anos na emissora, de onde saiu para ser garota propaganda na TV Cultura e personagem de programas humorísticos nas TVs Globo e Excelsior ao lado de Costinha e Ronald Golias. Voltou depois à Tupi para fazer novelas.
Em 1980, foi contratada pela Rádio Gazeta para apresentar um programa musical e de variedades. Três anos depois, a convite do Pedro Luiz Paoliello, começou na crônica esportiva na mesma emissora.
Tempos depois, na TV Gazeta, começou a fazer transmissões de jogos, sendo a primeira mulher ocupar a função de repórter de campo no Brasil. Ocupou também as funções de produtora e comentarista do programa Mesa Redonda.
Após passar rapidamente pela TV Record, voltou a Gazeta no início da década de 90, primeiro na TV e depois na rádio. Na emissora, cobriu a Copa do Mundo de 1994 nos Estados Unidos, sendo primeira jornalista mulher brasileira a cobrir uma Copa do Mundo.
Em 1996, um sério problema familiar tirou Regiani da mídia e a levou a um período de isolamento por quase 10 anos em uma chácara na Grande São Paulo.
Em 2005, Regiane voltou à ativa na Rádio Gazeta, onde passou grande parte da vida para apresentar o tradicional Disparada no Esporte com Chico Lang.

## Filmografia

### Televisão
As produções de televisão que Regiani participou são:[carece de fontes?]
- 1983 - Pecado de Amor
- 1983 - Sombras do Passado
- 1979 - Como Salvar Meu Casamento - Marlene
- 1978 - João Brasileiro, o Bom Baiano[10] - Assunta

### Cinema
- 1976 - Ninguém Segura Essas Mulheres[carece de fontes?]

### Rádio
Os programas de rádio que Regiani participou são:[carece de fontes?]
- 2010 - Disparada no Esporte - Atualmente
- 2010 - Revista Geral - Atualmente

## Prêmios
Em 1991, foi escolhida a melhor jornalista do ano em eleição do jornal Unidade, do Sindicato dos Jornalistas de São Paulo. Virou nome de Troféu, graça concedida pela Associação dos Cronistas Esportivos do Estado de São Paulo (ACEESP).